# أطفال تبشيريون
الأطفال التبشيريون (أو أعضاء الكنيست) هم أبناء الآباء التبشيريين، الذين ولدوا و / أو نشأوا في الخارج (أي في «حقل الرسالة»). إنهم يشكلون مجموعة فرعية من أطفال الثقافة الثالثة (TCKs). يتم تطبيق المصطلح بشكل أكثر تحديدًا عندما يعود هؤلاء الأطفال إلى «وطنهم» أو بلد جنسيتهم، وغالبًا ما يواجهون صعوبات مختلفة في التعرف على زملائهم المواطنين ودمج «العودة» في ثقافة «وطنهم». يوصف الشعور الناتج بأنه «صدمة ثقافية عكسية».
هناك بعض الالتباس بين مصطلحات MK و TCK. وفقًا للتعريف الذي طورته روث هيل يوسيم، فإن TCKs هم أشخاص أمضوا جزءًا كبيرًا من سنوات نموهم خارج ثقافة والديهم. TCK هو مصطلح واسع يشمل جميع الأطفال الذين نشأوا في الخارج (مثل الأطفال العسكريين وأبناء الدبلوماسيين والمهاجرين). الأطفال التبشيريون هم مجرد فئة واحدة من العديد من فئات الأطفال المؤهلين ليكونوا بمثابة أطفال مبدعين. لذلك، في حين أن جميع أعضاء الكنيست هم من TCK ، والعكس غير صحيح
عادة ما كان يتم التفكير في أعضاء الكنيست في الماضي   فقط كأمريكي أو أوروبي، ولكن اعتبارًا من 2014 عدد متزايد من أعضاء الكنيست من دول أخرى، وخاصة أعضاء الكنيست البروتستانت المسيحيين من كوريا الجنوبية  ومن أمريكا اللاتينية. بشكل عام، ينطبق هذا المصطلح على المسيحيين البروتستانت.   ؛ ومع ذلك، يمكن تطبيقه على أي طائفة دينية.

## تعريف

### الحياة في الخارج
في حين أن أعضاء الكنيست غالبًا ما يتعرفون على الثقافة أو البلد الذي نشأوا فيه (وقد يكون هذا في مدن أو دول أو قارات متعددة) أكثر من حيث نشأ آباؤهم، إلا أنهم ليسوا في المنزل تمامًا في أي ثقافة واحدة. يعزو ديفيد سي بولوك وفان ريكين هذا الشعور بالنزوح، أو انعدام الجذور، إلى الافتقار إلى الارتباط العاطفي بثقافة وطنهم (حيث «يجب» أن يشعروا بالتواصل). يجد العديد من أعضاء الكنيست صعوبة في الإجابة عن أسئلة حول من أين هم أو عن أصلهم حيث قد يشعرون بارتباط عاطفي بثقافة المضيف أكثر من ارتباطهم بثقافة «الوطن». ومع ذلك، في الوقت نفسه، يدرك العديد من أعضاء الكنيست تمامًا أنه لا يمكنهم أبدًا التوافق بشكل كامل مع الثقافة المضيفة. هذا واضح بشكل خاص لأعضاء الكنيست الذين نشأوا في البلدان التي يبدون فيها مختلفين عن السكان المحليين. طور بولوك وفان ريكين نموذج الهوية الثقافية PolVan لشرح الهوية الثقافية وعلاقتها بالثقافة المحيطة. يسمي النموذج أربع فئات يمكن أن يقع فيها الشخص بناءً على مظهره وتفكيره مقارنة بالثقافة من حوله:
أجنبي
تبدو مختلفة ، فكر مختلف
اعتمد
تبدو مختلفة ، فكر على حد سواء
مهاجر مخفي
تبدو متشابهة ، فكر مختلف
مرآة
تبدو متشابهة ، فكر على حد سواء
عندما ينتقل أعضاء الكنيست لأول مرة إلى ثقافتهم الجديدة أو الثقافة «المضيفة»، فإنهم يقعون في فئة الأجانب. مع استمرارهم في الانتقال والبدء في التأقلم والشعور بأنهم في وطنهم في الثقافة المضيفة، ينتقل أعضاء الكنيست إلى الفئة المعتمدة، غالبًا إلى النقطة التي يشعر فيها أعضاء الكنيست بأنهم في وطنهم في الثقافة المضيفة أكثر من ثقافة جوازات سفرهم. في هذه المرحلة، تصبح الثقافة المضيفة هي الثقافة لعضو الكنيست. عند العودة إلى ثقافتهم الأصلية، غالبًا ما يجد أعضاء الكنيست أنفسهم في فئة المهاجرين المختبئين. نظرًا لأنهم يبدون مثل أقرانهم، فإن أسرهم الممتدة تتذكر كيف كانوا قبل انتقالهم وتتوقع منهم أن يبدوا وجهات نظر مماثلة وأن يتصرفوا كمواطن نموذجي في بلده الام. ومع ذلك، يبدو أعضاء الكنيست كمهاجرين مختبئين مثل عائلاتهم وأصدقائهم، لكنهم في كثير من الأحيان يحملون العديد من الافكار والآراء المختلفة. بالإضافة إلى ذلك، قد لا يكون أعضاء الكنيست على دراية بالعديد من تأثيرات الثقافة الشعبية داخل بلد جواز سفرهم، لكنهم على دراية بالقضايا العالمية والإقليمية، التي لا يعرفها معظم مواطني بلدهم الام. يمكن أن يسبب هذا الانفصال الثقافي إحراجًا عند عودتهم إلى بلدهم الأصلي.
غالبًا ما يجد الأطفال في دول جوازات سفر أعضاء الكنيست صعوبة في التواصل مع الأطفال التبشيريين، والعكس صحيح. في حين أن أعضاء الكنيست قد يجدون حياة أقرانهم في بلدان جوازات سفرهم مملة، مما يخلق أحيانًا مواقف اجتماعية صعبة، فقد يتعرض أطفال دول الجواز للترهيب من تجربة أعضاء الكنيست في الخارج. سوء التواصل الثقافي شائع ومثير للاهتمام. في حين أن أعضاء الكنيست غالبًا ما يجدون صعوبة في التواصل مع أشخاص من ثقافتهم أو ثقافتهم المستهدفة، إلا أنهم يتعايشون جيدًا مع أعضاء الكنيست الآخرين، حتى أولئك الذين هم مبشرون من بلد مختلف تمامًا. إن الاختلافات المشتركة هي التي تجمع أعضاء الكنيست معًا.
يميل أعضاء الكنيست إلى الانفتاح والتسامح مع العديد من الثقافات المتنوعة. غالبًا ما يشعرون بأنهم في وطنهم في بيئات غنية ثقافيًا ويمكن أن يملكوا «حنينًا» لوطنهم الأجنبي. عادة ما تتجاوز معرفتهم بالدولة وثقافتها طلاقة اللغة. لدى عودتهم إلى بلد جوازات سفرهم، يمتلك أعضاء الكنيست مهارات فريدة يمكن أن تكون مفيدة للأكاديميين والحكومات. بسبب خبرتهم الدولية، غالبًا ما يكون لديهم نظرة عالمية أوسع بكثير من نظرائهم. يمكن أن تؤدي هذه النظرة الأوسع إلى العالم أيضًا إلى مشاعر مختلطة حول بلد جواز السفر وسياساته الخارجية.

### العودة إلى بلد جواز السفر
يتمتع الأطفال الذين يهاجرون إلى الولايات المتحدة بتجربة مماثلة لأعضاء الكنيست عندما يتعلق الأمر بتعلم ثقافة جديدة وإجراء انتقالات عبر الثقافات. ولكن وفقًا لبولاك وفان ريكين، فإن ما يميز أعضاء الكنيست حقًا عن الأطفال الذين يهاجرون إلى الولايات المتحدة أو بلدان أخرى هو «التوقع الكامل أنه بعد العيش لفترة كبيرة من سنوات نموهم خارج ثقافة جوازات السفر الخاصة بهم، سيأتي اليوم الذي ويعود أعضاء TCK بشكل دائم إلى ذلك بلدهم وثقافتهم». يعود أعضاء الكنيست إلى بلد جوازات سفرهم لأسباب عديدة، بما في ذلك بداية تعليمهم الجامعي، والتحول في مهنة والديهم، وحتى الإخلاء في الحالات الأكثر خطورة. حماس العائلة الممتدة والأصدقاء بعودة أعضاء الكنيست لا ينتقل عادة إلى عضو الكنيست. قد تكون الأحداث المحيطة بعودة عضو الكنيست صادمة (كما هو الحال في حالة الإخلاء بسبب الاضطرابات السياسية)، ولكن حتى في ظل الظروف العادية، فإن عودة أعضاء الكنيست إلى بلد المواطنة هي سبب للتوتر والحزن. القلق والاكتئاب هما الشعوران الأكثر ارتباطًا بالتحولات بين الثقافات، والناجمة عن الشعور بالضعف وفقدان السيطرة.
لمساعدة أعضاء الكنيست على التأقلم مع الانتقال إلى الولايات المتحدة، يوجد لدى العديد من الكليات، وخاصة الكليات المسيحية، فصول لمنظمة طلابية تسمى "Mu Kappa International". يهدف Mu Kappa إلى مساعدة أعضاء الكنيست وغيرهم من TCKs في الانتقال إلى الثقافة الأمريكية والحياة الجامعية. تأسست Mu Kappa في عام 1985 في جامعة تايلور، وانتشرت منذ ذلك الحين إلى أكثر من أربعين كلية وجامعة أمريكية أخرى.
هناك طريقة أخرى شائعة الاستخدام لمساعدة أعضاء الكنيست على التعامل مع الانتقال من موطنهم الأجنبي إلى ثقافة جوازات السفر الخاصة بهم وهي من خلال الندوات الانتقالية. تُعقد هذه الندوات عادةً خلال فصل الصيف قبل السنة الأولى لعضو الكنيست في الكلية وتعلم أعضاء الكنيست أساسيات الحياة اليومية في أمريكا، بما في ذلك تعبئة الوقود في السيارة، وفتح حساب مصرفي، والتسوق من البقالة، والعديد من المهام اليومية الأخرى. بالإضافة إلى ذلك، يمكن أن تساعد هذه الندوة أعضاء الكنيست على فهم كيفية التعامل مع حزن العودة بشكل دائم إلى بلد جواز السفر الخاص بهم بطريقة صحية، وكيفية إدارة ضغوط البيئة الجديدة وعكس الصدمة الثقافية.

## روابط خارجية
- وزارات عضو الكنيست
- نادي أعضاء الكنيست
- TCKID